# كريستوفر أورتيز
كريستوفر أورتيز (بالإسبانية: Christopher Josué Ortiz Gonzalez)‏ هو منافس ألعاب قوى باراغواياني، ولد في 2 أغسطس 1995 في كورونيل اوفييدو في باراغواي.

## وصلات خارجية
- كريستوفر أورتيز على موقع الاتحاد الدولي لألعاب القوى (الإنجليزية)